# Michel Zanoli

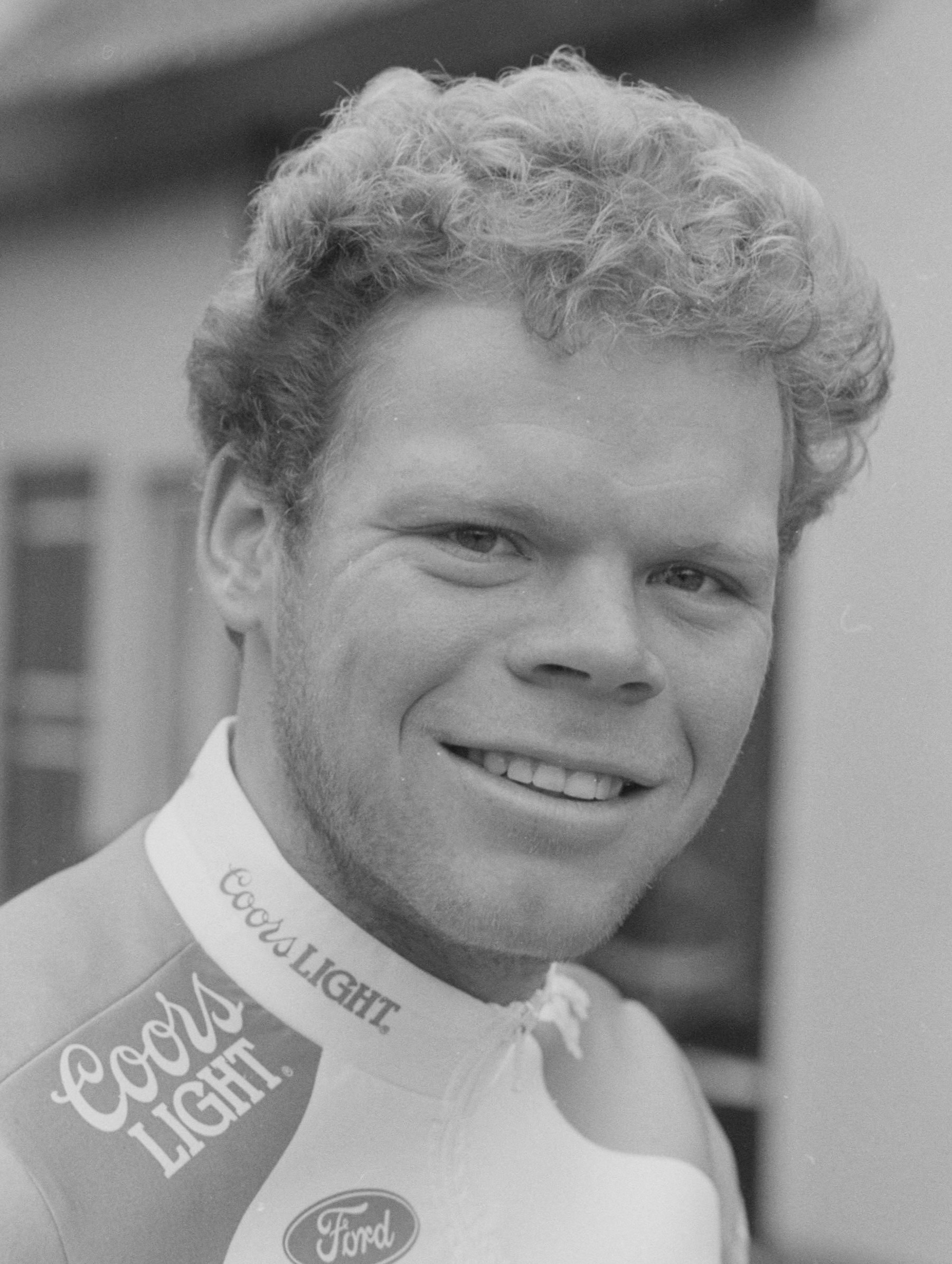
Michel Zanoli (1989)

Michel Zanoli (* 10. Januar 1968 in Haarlem; † 29. Dezember 2003 in Amsterdam) war ein niederländischer Radrennfahrer.

## Sportliche Laufbahn
Zanoli war im Straßenradsport aktiv. Bei den Strassenradsport-Weltmeisterschaften der Junioren 1986 gewann er den Titel im Straßenrennen. Auch das Juniorenrennen Tour de l’Abitibi konnte er für sich entscheiden. 1987 gewann er drei Etappen in der Österreich-Rundfahrt, 1988 je eine Etappe in der Cinturón Ciclista Internacional a Mallorca und im Grand Prix François Faber, 1989 drei Etappen im Redlands Bicycle Classic, 1990 zwei Etappen der Tour DuPont, je eine im Killington Stage Race und im Redlands Bicycle Classic. Dazu kam eine Reihe von Erfolgen in Eintagesrennen und Kriterien in Europa und Nordamerika.
1988 war er Teilnehmer der Olympischen Sommerspiele in Seoul. Im olympischen Straßenrennen wurde er als 15. bester Niederländer. Im Mannschaftszeitfahren kam der niederländische Vierer mit Michel Zanoli auf den 11. Platz. 1988 wurde er Zweiter der Griechenland-Rundfahrt hinter Gintautas Umaras. In der Internationalen Friedensfahrt 1988 wurde er 60.
Von 1989 bis 1996 war er Berufsfahrer. 1991 siegte er bei den offenen US-amerikanischen Straßenmeisterschaften (Philadelphia International Cycling Classic) und gewann eine Etappe der Vuelta a España 1991.
Zweiter wurde Zanoli 1988 in der niederländischen Straßenmeisterschaft der Amateure, 1990 in der Texas-Rundfahrt, 1992 bei Dwars door Vlaanderen hinter Olaf Ludwig, 1997 in der ZLM Tour. Die Vuelta a España 1991 beendete er nicht.

### Tod
Es gibt zwei Theorien zum Tod vom Zanoli. Eine besagt, dass er einem Herzinfarkt erlag und die andere, dass er Suizid beging.